# Evony
Evony (poprzednio znana jako Civony) – przeglądarkowa komputerowa gra strategiczna czasu rzeczywistego wydana w 2009 roku. Evony została stworzona przy wykorzystaniu technologii Adobe Flex i w mechanizmach rozgrywki przypomina grę Civilization. Na stan z 2010 roku, na całym świecie grało w Evony 11 mln ludzi.

## Rozgrywka
Gracz rozpoczyna grę z ratuszem o najniższym stopniu rozwoju, niewielkim zapasem wirtualnych surowców (5000 złota, żywności, drewna, kamienia) i grupą 50 pierwszych mieszkańców. Jak w każdej grze strategicznej, na pierwszym etapie gracz winien powiększać populację poprzez budowę domostw, zdobywać środki potrzebne do życia i budowy poprzez budowę farm, tartaków, kamieniołomów i kopalń rudy żelaza. Wszystko to dla rozbudowy miasta i tworzenia jego armii.
Gra toczy się w czasie rzeczywistym, a więc nawet po wylogowaniu się danego gracza. Przez pierwsze siedem dni po zarejestrowaniu się, gracz objęty jest specjalną opieką. W tym czasie nikt nie może go zaatakować, ale on również nie może podejmować żadnych kroków zaczepnych. Chodzi o to, by dać początkującym możliwość właściwego rozwoju. Okres ten może zostać wydłużony o 12 godzin, jeśli gracz jest właśnie w trakcie zakupów lub budowy.
Evony posiada dwa różne systemy monetarne. Wewnętrzny system oparty jest na zasobach złota, które uzyskuje się poprzez podatki nakładane na mieszkańców oraz podboje. Istnieje również możliwość kupna bądź sprzedaży wytworzonych dóbr w obrocie z innymi graczami. Niezależnie od tego gracz ma możliwość użycia prawdziwych pieniędzy (dolary amerykańskie), za które kupuje tzw. Evony cents, służące do zakupów i przyspieszenia gry.